# 小林清親
小林 清親（こばやし きよちか、1847年9月10日（弘化4年8月1日）- 1915年（大正4年）11月28日 ）は、明治時代の浮世絵師。明治10年（1877年）頃に、江戸から移り変わる東京の様子を版画で表現した。

## 略歴

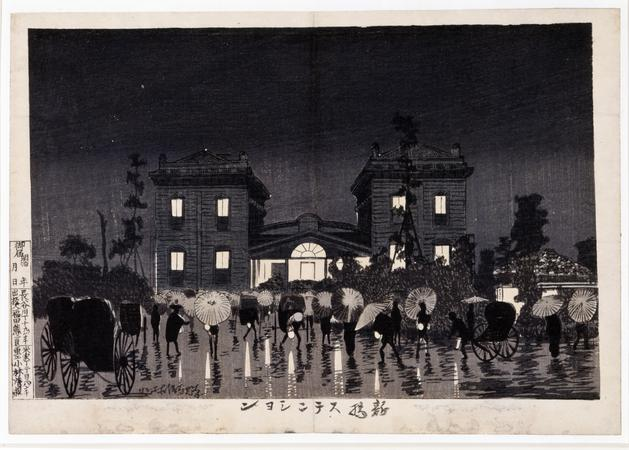
新橋ステンシヨン。1881年。

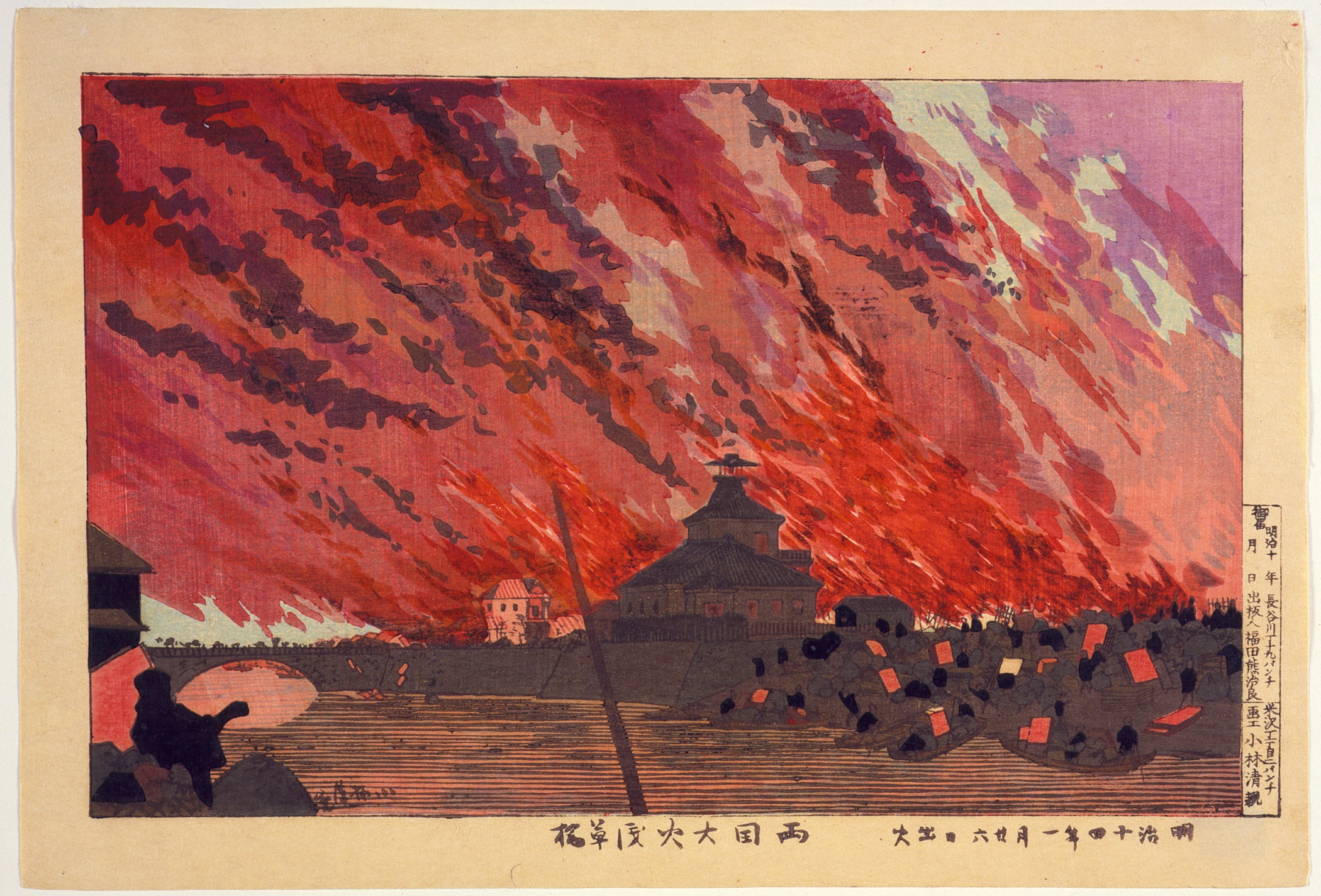
両国大火浅草橋。1881年。

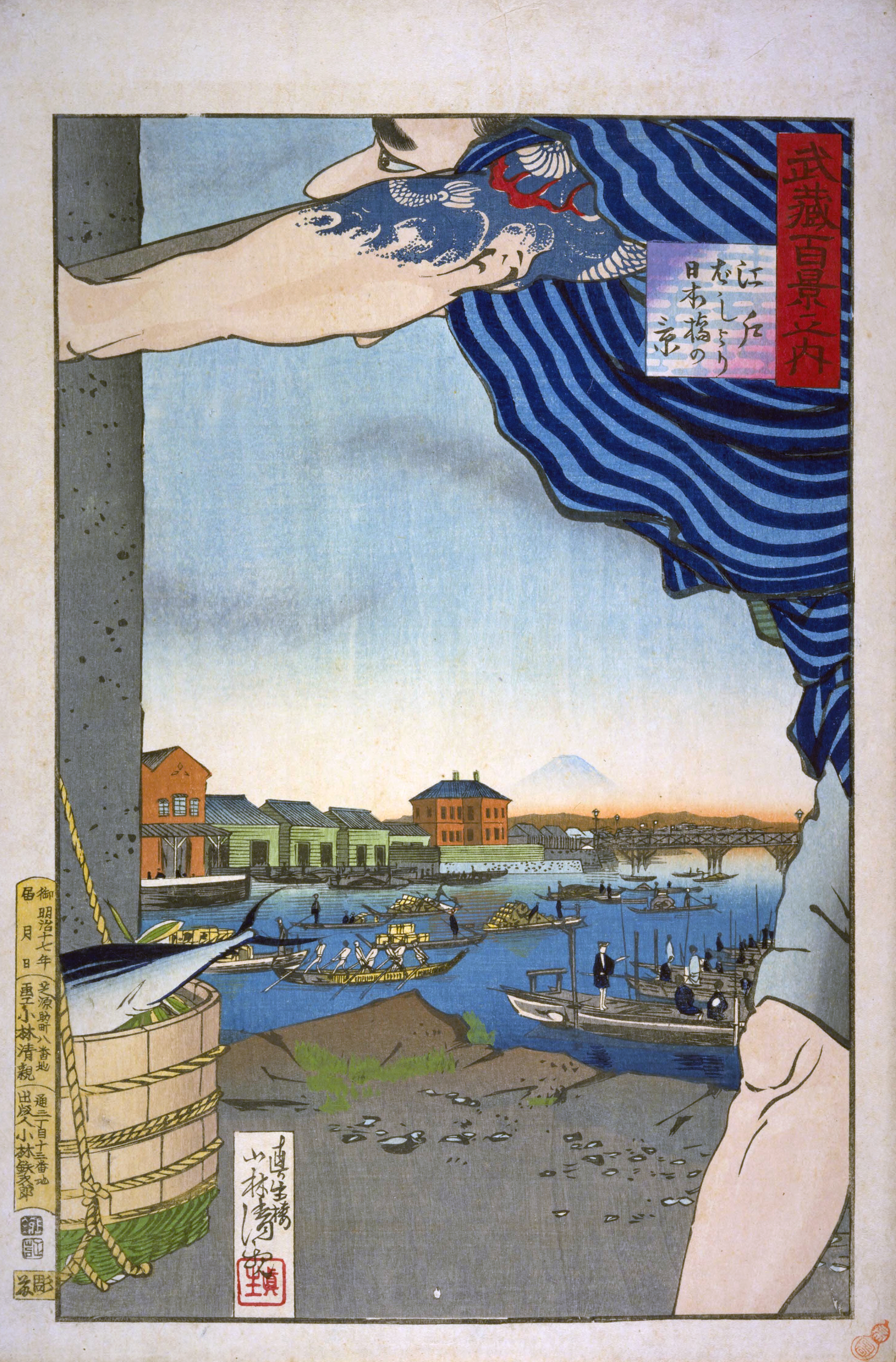
武蔵百景の内、江戸橋より日本橋の景。1884年。

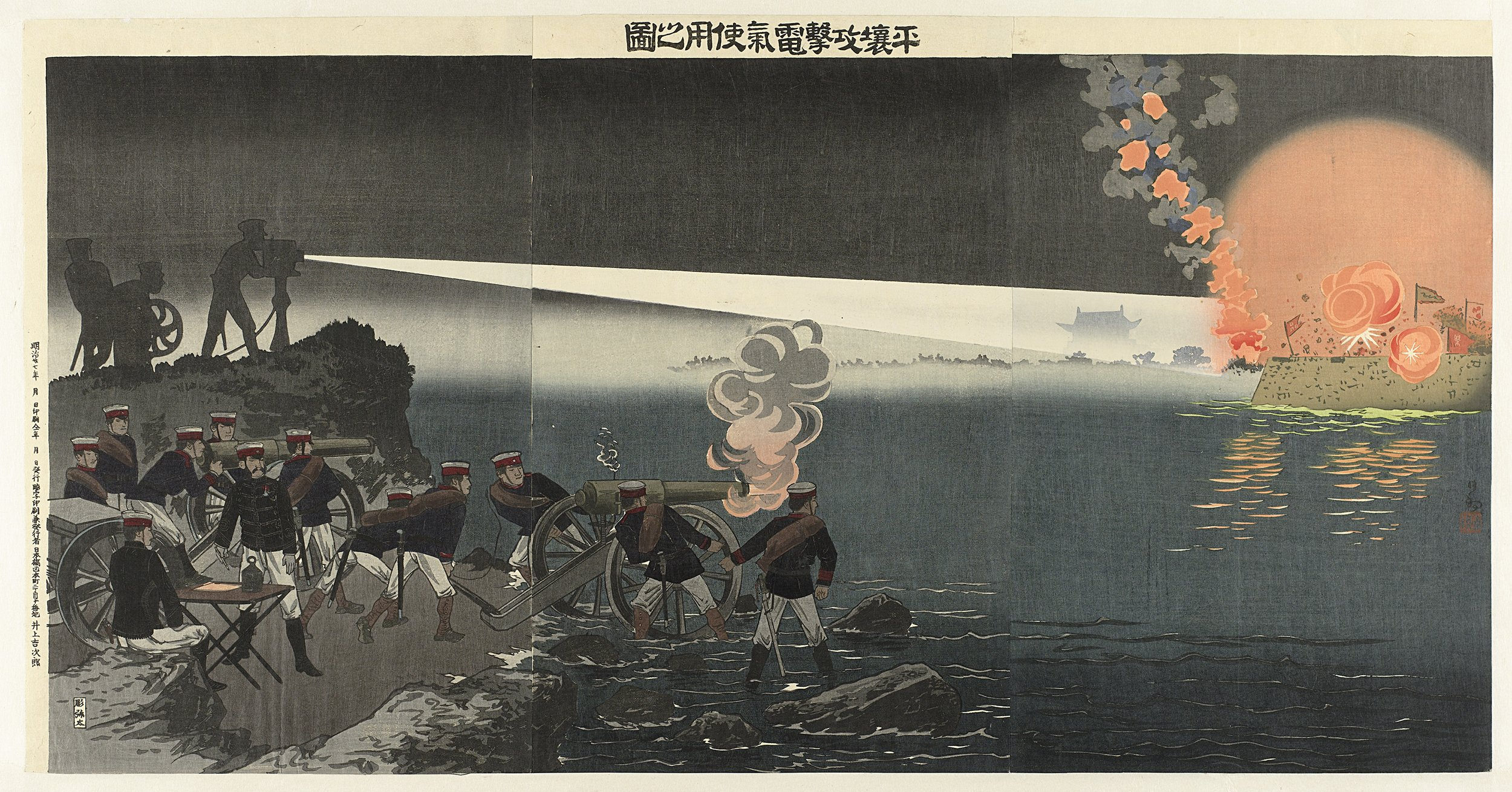
平壌攻撃電気使用之図。1894-95年。

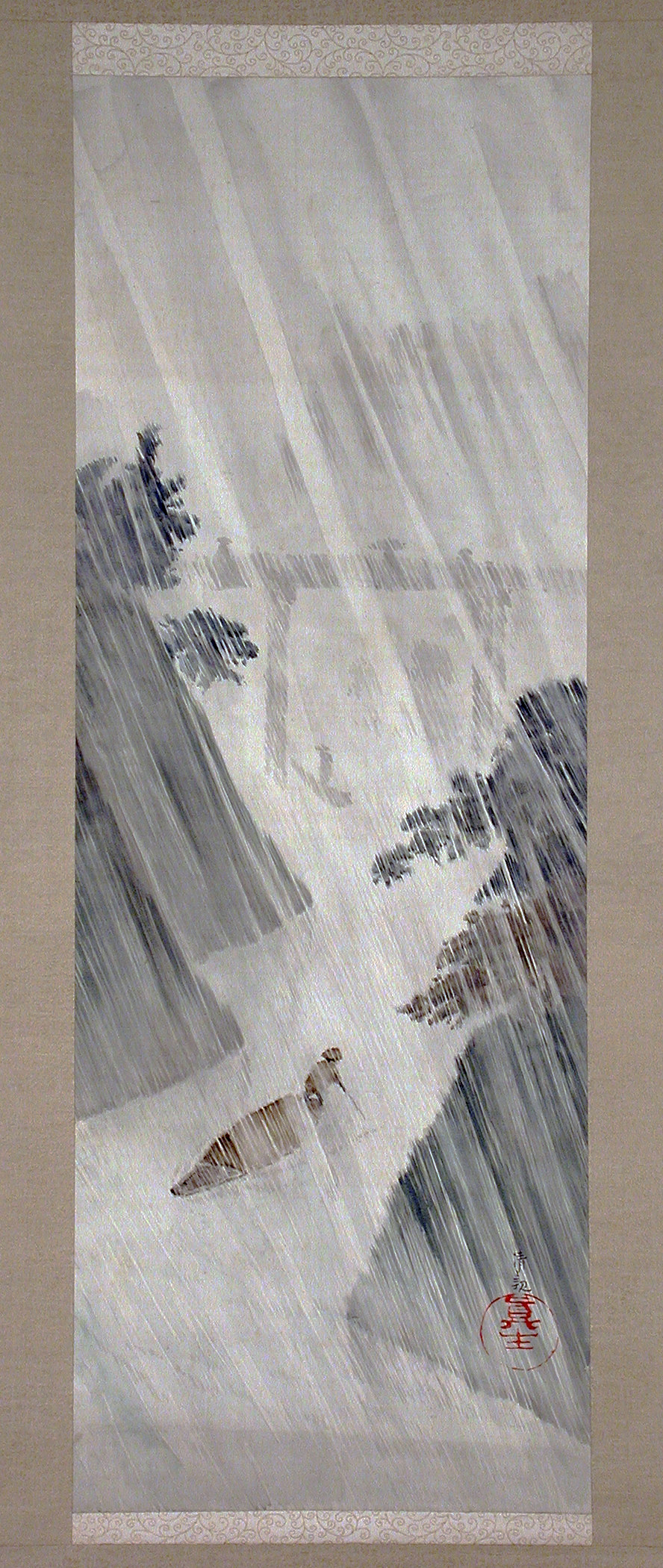
雨のお茶の水。紙本著色。明治30年代以降。ロサンゼルス郡美術館蔵。

### 浮世絵師となるまで
江戸本所にて幕臣で本所御蔵小揚頭取を務める小林茂兵衛の子として生まれる。母は浅草御蔵方小揚頭を務めた松井安之助の長女ちか。9人兄弟の末子で、幼名は勝之助。小林家は足軽級の軽輩であったが、蔵米を扱う職務上、番方の同心より裕福であり、家には剣客の居候がおり、また出入りの医師もいるほどであった。　1862年（文久2年）、15歳の時に父が亡くなった為、勝之助が元服し、清親を名乗り、家督を継ぐ。末子である清親が家督を継ぐこととなった理由は3人の兄が茂兵衛の律義さを嫌い別居し独立していたからである。
1865年（元治2年・慶応元年）の徳川家茂上洛（第二次長州征討）に御勘定下役として随行し、そのまま大坂に留まる。1868年（慶応4年）1月の鳥羽・伏見の戦いに加わった。鳥羽・伏見の戦いの後、汽船にて大坂から江戸へ帰還。江戸では再び御蔵役の職に就いた。　同年5月の上野戦争時には蔵奉行の命令により戦況偵察を下谷広小路伊勢屋(雁鍋)付近にて行ったが、流れ弾が自身の側を通過するなど間一髪で難を逃れている。幕府消滅後、浅草御蔵は新政府に引き渡され清親も無禄の身となり、母ちかの「公方様の先途を見届け無いのは不忠だ。慶喜様の跡を追え」との言に従い、徳川慶喜らを追って静岡に下る。　1870年（明治3年）12月から翌71年(同4年)4月頃まで、食客となった鷲津（わしづ）村（現：湖西市鷲津）にて、同居者の子孫から、清親は「暇な時は絵を描いていた」との証言がある。
生計を立てる為、1874年（明治7年）、母とともに東京に戻る。東京では６尺余りの長身や特技である剣術の腕を活かして榊原健吉の撃剣興行団に参加することでその日の糧を得ていた。

### 浮世絵師としての活動
帰京後、その年のうちに母が死去。母亡き後本格的に絵師を志し、河鍋暁斎や柴田是真らと席画会（後援者の前にて、即興で書画を揮毫すること）を共にしたと言われる。チャールズ・ワーグマンに西洋画法を習った逸話もあるが、2010年代では、否定的に取られており、明確な師は居なかったと考える説が複数が出てきている。
1876年（明治9年）1月、版元大黒屋松木平吉から「東京江戸橋之真景」「東京五大橋之一両国真景」を版行、同年8月に『東京名所図』シリーズを版行する。明暗を強調し、先達の「開化絵」とは異なる、洋紅を多用しない、上品な色使いと、輪郭線を用いない（使っても墨ではなく、茶色）空間表現で、東京の発展と人々の変化を描き、「光線画」と呼ばれ、人気絵師となる。
1881年（明治14年）、『團團珍聞』に入社。「ポンチ絵」と呼ばれる社会風刺漫画を、木版錦絵だけでなく、石版画や銅版画による新聞挿絵でも表現した。それによって「光線画」は90数点で終えることになる。
1884-85年（明治17-18年）には、「近接拡大法」と呼ばれる、近景を極端に大きく描いた、歌川広重『名所江戸百景』の影響が顕著な『武蔵百景之内』全34図を版行し、「光線画」の「革新」から、懐古的画風に変わる。
1894（明治27年）に團團珍聞を退社し、「清親画塾」を開く（1896年まで）。『淡墨絵独習法』『毛鉛画独稽古』等の教本も出版している。
日清戦争時、戦闘場面を描いた錦絵を80点以上版行した。中には5枚続きものもある。多くの絵師が戦争画を描き、その中には清親の門人、田口米作もいた。戦争絵全体の版行数は300点以上で、清親のそれが最も多かった。画風はかつての「光線画」を思わせる。日露戦争時にも「光線画」風戦争画を描いた。
その後は新聞・写真・石版画等の新媒体に市場を奪われ、錦絵の注文は無くなる。各地を旅し、肉筆画を揮毫するようになった。
1900年（明治33年）、『二六新報』に入社するが、そこでの連載記事掲載を止めてもらう為の賄賂を受け取ったとして、妻ヨシ共々逮捕され、1903年に裁判を受ける。その後、肺炎の為、伴侶と共に寝込むことになり、『二六新報』を退社する。
1915年（大正4年）、68歳で没す。法名は真生院泰岳清親居士。墓は台東区元浅草の竜福院にあり、渡辺庄三郎建立による「清親画伯之碑」もある。

### 弟子
光線画を継承した井上安治、ポンチ絵や戦争画を描いた田口米作、詩人の金子光晴、30年間に渡って師事した土屋光逸、珍品収集家の三田平凡寺らがいる。この他に武田保太郎、岡本源太郎、鈴木兵太郎、近藤鶴次郎、西川栗枝、大須賀登枝、篠原清興、上沼勝太郎、山内弥次郎、吉田美芳、高橋芝山、牧野昌広、相木清舟、などの名が伝わっている。また、清親に私淑（直接の師弟関係は無いが、個人的に師と仰ぐこと）した者として、小倉柳村・野村芳国が挙げられる。

### 家族
1870年（明治3年）に最初の妻きぬと結婚、2女を生む。1883年（同16年）にきぬと離婚し、翌84年（同17年）に田島芳子と結婚する。3女をもうける。五女の哥津子は、仏英和高等女学校（現・白百合学園中学校・高等学校）在学中に、平塚雷鳥らの『青鞜』の編集に携わった。

## 論評・研究
清親作品を「古典」として論評した、最初期の著述者として、木下杢太郎が挙げられる。
錦絵5・60枚を入手し、1913年（大正2年）に清親論を記したのがきっかけで、清親と二度面会し、昔話を聞き、写生帖5冊を貸して貰った。杢太郎は『東京名所図』シリーズを、「古東京」を描いたとし、「当時の市街情調を画くもの、他に国輝あり、三代広重あり、芳年あり、芳虎あり、国政あり、孰れも清親に及ばず。唯外像を模写するを知りて毫も時人の心情を蔵せざりしを以てなり。思ふに清親の画を喜ぶ所以は平民の詩境を喜ぶなり（略）清親が画は明に時期に画せる一太平時代、明治十幾年前後の社会情緒を現はす（以下略。正字を新字に改めた。以下同じ。）」と述べる。
杢太郎の論を受け、永井荷風は、「当時都下の平民が新に皇城の門外に建てられたこの西洋造を仰ぎ見て、いかなる新奇の念とまた崇拝の情に打れたか。それ等の感情は新しい画工の云はゞ稚気を帯びた新画風と古めかしい木版摺の技術と相俟つて遺憾なく紙面に躍如としてゐる（略）小林翁の東京風景画は（略）明治初年の東京を窺ひ知るべき無上の資料である（略）然し小林翁の版物に描かれた新しい当時の東京も、僅か二三十年とは経たぬ中、更に更に新しい第二の東京なるものゝ発達するに従つて、漸次跡方もなく消滅して行きつゝある。」と語る。
また高橋誠一郎は、明治20年代の尋常小学校時代から錦絵蒐集をしていた経験から、清親を「日本版画にこれまでなかった」「木版技術で表現された西洋画」と評し、「一番思い出の深いのは、小林清親と月岡芳年の二人である。」と語る。
そして複数の論者が、歌川広重と清親を比較するようになる。
例えば森口多里は、「広重の旅愁に対して、明治の名所絵画家小林清親は飽くまで都会の情調に生きてゐる。清親は人工と自然との美妙な結合に多くの興味を寄せてゐる。両国の川開きの絵に於ては、花火の強烈な光輝が夜の闇に作用するときの美観を描いてゐる（略）広重も亦両国の花火を描いてゐるけれども、清親のとは反対に大自然の中の人間の所業といふ感じに誘うて行く（略）彼の版画には、人工の光の効果を現はしたものが多い。彼は、人工の光の美観から画因を捉へたる最初の日本画家である。」と述べる。
竹内原風は「一立齋広広（ママ）重を江戸末期の代表的風景画家と云ひ得るならば、小林清親は明治初期の代表的風景画家と云つて宜しからう。彼等両人の試みた風景版画は、芸術的価値に豊かなもので、我が版画史上特筆大書に値ひするものであるが、更に懐古、乃至風俗史的意味の上から云つても、亦好個のドキユーメントとして尊重せざるを得ない。/仮に、私共が東海道を旅するとする、どこに広重の五十三次に見るやうな俤があるか。また東京市内を歩いて見るとする。広重の江戸名所はおろか、どこに清親の東京名所に見るやうな情趣が残つて在るか。それはいともありがたい『文明開化』のおかげで、殆んど出鱈目に破壊されてしまつたのである（略）明治の新時代に入り、小林清親の試みた風景版画のそれを見るに、彼が流浪の旅より戻つて東京に居を定め、多年の造詣と情熱とを傾倒して製作に従事し、佳作を頻発したのは九年頃より十四年頃へかけてのことで、馬車、人力車、練瓦造、瓦斯燈、鉄橋、岡蒸汽、蒸汽船、バツテーラ、山高シヤツポ、トンビ、フロツクコート、ステツキ、蝙蝠傘、写真、饅重時計、夜会巻、フアンシーボール等々。斯うしたボキヤブラリーの蕪雑な羅列そのまゝ。文明史家の所謂『猿芝居時代』なる過渡、新様相の社会生活を綯ひ交ぜて伝へたのが、彼の新風景版画そのものにほかならない。/清親も亦広重に劣らぬ美的情藻と、尖鋭且つ繊細な感覚に生きた詩人肌の人であつた。」（「/」は段落変え。）と、広重と清親を等価にとらえている。
この二人等の比較を基に、清親は「明治の広重」と呼ばれるようになる。
1970年代以降は、静岡時代の動向、暁斎との繋がり、作品にみる開化期の交通機関、風刺画の研究、アメリカ版画からの影響、戦争画、肖像画、版木など、多様な研究がなされている。
清親は「最後の浮世絵師」と言われることがある。ただし、同様に呼ばれる浮世絵師は複数いる。それに対して内藤正人は、明治の浮世絵師を一括して「最後の浮世絵、あるいは、新たな表現の可能性を模索した絵師」としている。
鈴木重三は、清親を「洋画を専攻した画家」として、輪郭線に頼らない「光線画」を評価し、彼を「浮世絵師」と見なしていない。

## 作品

### 錦絵
- 猫と提灯特大判（神奈川県立歴史博物館他所蔵）1877年の第一回内国勧業博覧会製造部門出品作。岸田吟香[注釈 14]は「博覧会の記」にて、「小林清親の写たる猫の図と橋場の夕景ならびに銀座通りの図などハ西洋画に髣髴として尤も新奇なり」と評価する（『東京日日新聞』1877年9月19日付）[88]。江戸時代の錦絵版画は多くても10数回摺りだが、本作は現存する版木によって、35回摺りなのが確認できる[89]。

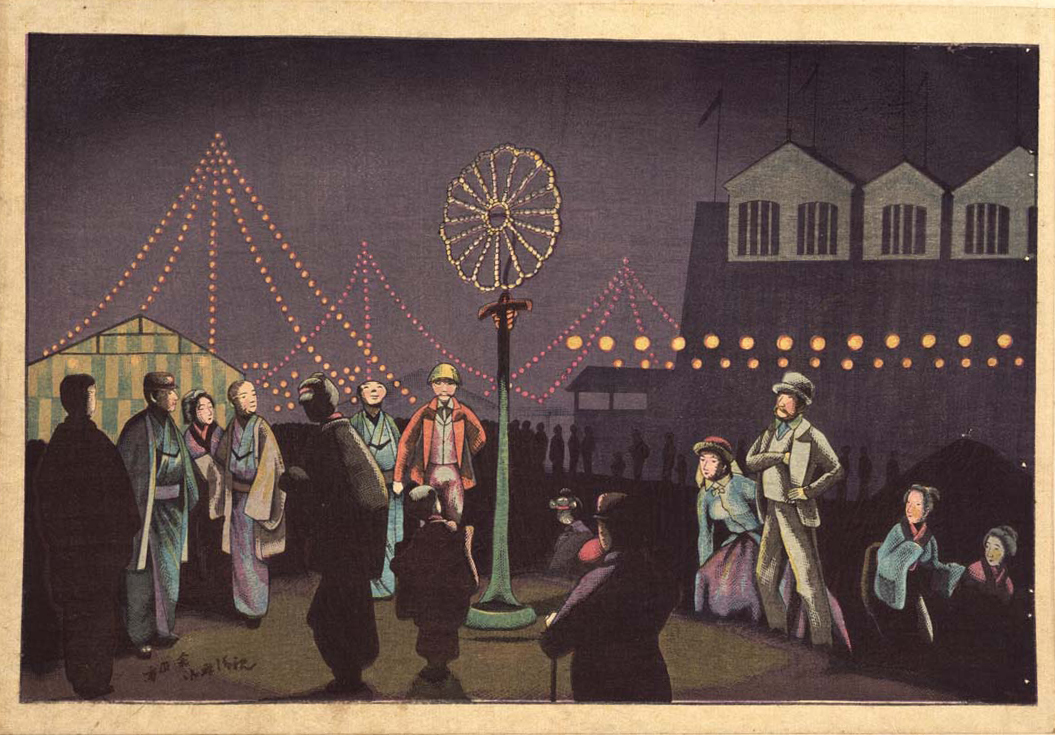
イルミネーション　東京国立博物館提供

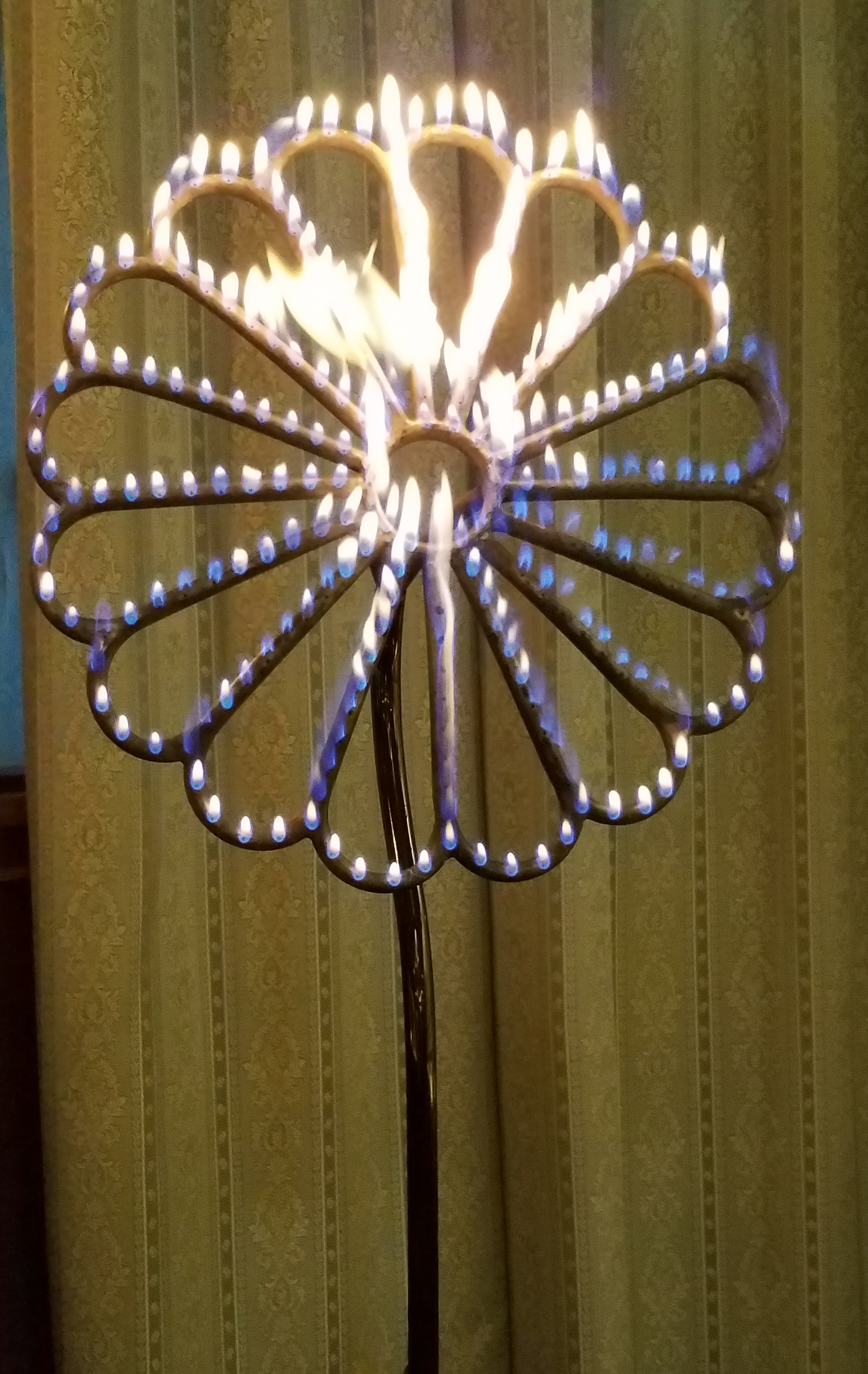
ガス灯実演（ガスミュージアム)

- 「東京新大橋雨中図」大判　1866年　太田記念美術館所蔵
- 「東京小梅曳船夜図」大判　1866年　町田市立国際版画美術館所蔵
- 「イルミネーション」大判　1877年
- 「東京名所図　東京両国百本杭暁之図」　町田市立国際版画美術館所蔵
- 「東京名所図　千ほんくい両国橋」　町田市立国際版画美術館所蔵
- 「東京名所図　新橋ステンション」　町田市立国際版画美術館所蔵
- 「東京名所図　浜町より写両国大火」　町田市立国際版画美術館所蔵
- 「東京名所図　両国焼跡」　町田市立国際版画美術館所蔵
- 「東京名所図　両国大火浅草橋」　町田市立国際版画美術館所蔵
- 「東京名所図　両国花火之図」　神奈川県立歴史博物館所蔵
- 「今戸橋月夜茶亭」 兵庫県立美術館所蔵
- 「上野公園画家写生図」　兵庫県立美術館所蔵
- 「梅若神社」　大判　1877年　兵庫県立美術館所蔵
- 「今戸有明楼之景」　1879年　兵庫県立美術館所蔵
- 「亀戸梅屋敷」　1879年　兵庫県立美術館所蔵
- 「朝顔」大判　1879年　太田記念美術館所蔵
- 「柿に目白」大判　1880年　太田記念美術館所蔵
- 「鶏に蜻蛉」　横大判　1880年　慶應義塾図書館所蔵
- 「新版三十二相」 大判8枚揃 1882年 原胤昭版
- 「我野戦砲兵九連城幕営攻撃」　大錦3枚続　1894年
- 「日本名勝図絵　松島」　大判　1896年　太田記念美術館所蔵
- 「花模様」 大判3枚続 10組 1896年 国立国会図書館所蔵 「寛永正保頃」など。
- 「古代模様」 大判3枚続 全3種 1896年 「清少納言」、「紫式部」、明治30年 「仏」
- 「明智左馬之助光春湖水乗打唐崎松之図」　大錦3枚続　1899年
- 「牛荘附近雪夜斥候」　大錦3枚続　神奈川県立歴史博物館所蔵
- 「黄海之戦我松島之水兵死臨問敵艦之存否」　1894年　大英図書館所蔵
- 「成歓ニ於テ日清激戦我兵大勝図」　1894年　大英図書館所蔵(16126.d.1(3)、16126.d.1(52))
- 「第二軍旅順口攻撃之図」　1894年　大英図書館所蔵
- 「我軍平壌清営襲」　1894年　大英図書館所蔵
- 「冒弾雨単身開玄武門」　1894年　大英図書館所蔵(16126.d.1(30)、16126.d.2(59))
- 「於黄海我軍大捷 第一図」　1894年　大英図書館所蔵
- 「我艦隊大連湾砲撃之図」　1894年　大英図書館所蔵
- 「於黄海我軍大捷 第四図」　1894年　大英図書館所蔵
- 「陸海軍人高名鑑：陸軍中将山地元治君」　1895年　大英図書館所蔵
- 「陸海軍人高名鑑：工兵小野口徳治氏」　明治28年(1895)　大英図書館所蔵
- 「陸海軍人高名鑑：浅川大尉　二等騎兵木村源松氏」　1895年　大英図書館所蔵
- 「日本万歳百選百笑：退将の泣別れ」　1894年　大英図書館所蔵
- 「日本万歳百選百笑：御注進御注進」　1894年　大英図書館所蔵
- 「日本万歳百選百笑：木偶の坊」　1894年　大英図書館所蔵
- 「日本万歳百選百笑：豚の当惑」　1894年　大英図書館所蔵
- 「日本万歳百選百笑：竜宮の騒ぎ」　1894年　大英図書館所蔵
- 「日本万歳百選百笑：奉天府の荷厄介」　1894年　大英図書館所蔵
- 「日本万歳百選百笑：日兵の一捻」　1894年　大英図書館所蔵
- 「日本万歳百選百笑：分鳥」　1894年　大英図書館所蔵
- 「金州城落城之図」　1894年　大英図書館所蔵
- 「金州城永安門陥落之図　上等兵小野口徳治」　1895年　大英図書館所蔵
- 「我軍占領栄城湾上陸之図」　1895年　大英図書館所蔵
- 「平壌激戦我軍大勝利之図」　1894年　大英図書館所蔵
- 「於黄海我軍大捷第一図」　1894年　大英図書館所蔵
- 「朝鮮豊島海戦之図」　1894年　大英図書館所蔵
- 「海洋島沖西京丸奮戦之図」　1894年　大英図書館所蔵
- 「平壌攻撃電気使用之図」　1894年　大英図書館所蔵
- 「日本万歳：平壌之凱歌」　1894年　大英図書館所蔵
- 「牙山激戦安城渡進撃之図」　1894年　大英図書館所蔵
- 「旅順道金州城戦」　1894年　大英図書館所蔵
- 「日本万歳百撰百笑」 「迂露迂露艦」、「仁川艦鯛の一網」ほか 大判錦絵38枚 1904年 野田市立興風図書館所蔵

### 銅版画
- 「甲州申橋」　1879-81年　この他に9点の銅版画が知られている[要出典]。

### 石版画
- 「富士十二景」　横中判　12枚揃い　1890年[要出典]

### 肉筆画
- 「開化之東京 両国橋之図」 絹本着色 1幅 114.3×36.2cm 太田記念美術館所蔵 1877年‐1882年ころ
- 「獅子図屏風」 絹本着色 二曲一双  千葉市美術館所蔵 1884年
- 「富士川上流秋景図」 絹本着色 1幅 「清親」 「真生」朱文方印
- 「漁り火図」 絹本着色 1幅 106.0cm×40.2cm 太田記念美術館所蔵 「清親」
- 「鍾馗図」 絹本着色 1幅 113.5cm×35.2cm 太田記念美術館所蔵 明治40年代作 「清親」「真生」朱文円印
- 「源氏浮舟之巻」 絹本着色 1幅 太田記念美術館所蔵 「清親」 印あり
- 「雪月花図」 絹本着色 3幅対 日本浮世絵博物館所蔵 「清親」「真」白文方印
- 「大川岸一之橋遠景図」 絹本着色 日本浮世絵博物館 「小林清親筆（横書き）」
- 「墨堤さくら餅舗図」 絹本着色 日本浮世絵博物館 「清親」「真生」朱文方印
- 「馬上武人と供図」絹本着色 日本浮世絵博物館 「清親」 「真生」朱文方印
- 「桜下三美人図」絹本着色 日本浮世絵博物館 「清親」 「真生」朱文方印
- 「月下三美人舞踊図」絹本着色 日本浮世絵博物館  「清親」 「真」白文方印
- 「熊谷直実と敦盛図」絹本着色 日本浮世絵博物館  「清親」 「清親之印」朱文方印
- 「観音と仁王図」 紙本着色 日本浮世絵博物館 「清親」「真生」朱文円印
- 「東下り図小襖」 紙本着色 4面 23.4x34.2（各）和泉市久保惣記念美術館「清親筆」 「清」朱文方印
- 「橋本左内像」 ボードに油彩・和墨・テンペラ  1面 39.4x29.4 星野画廊 明治前期頃、土居次義旧蔵。清親の油彩作品は珍しい
- 「化粧美人図」 絖本淡彩  1幅 52.5x33.5 熊本県立美術館（今西コレクション）「清親」「清親」朱文方印

- 「川中島合戦図（裏:龍虎墨竹図）」 表:絹本金地着色（裏:紙本墨画淡彩）六曲一双 166.0×358.8（各） 静岡県立美術館 1910年（明治43年）
- 「頼豪阿闍梨」 絹本着色 1幅 ウェストン・コレクション（シカゴ）
- 「祭芸者図」 絹本着色 1幅 ウェストン・コレクション（シカゴ）